# Mostra de Venise 2021
La Mostra de Venise 2021 — ou la 78e édition de la Mostra de Venise ou encore la 78e édition du Festival international du film de Venise (en italien : 78ª edizione della Mostra internazionale d'arte cinematografica) — est un festival de cinéma international qui s'est tenu à Venise en Italie du 1er septembre au 11 septembre 2021.

## Déroulement et faits marquants
Le 15 janvier 2021, les organisateurs annoncent que le réalisateur sud-coréen Bong Joon-ho présidera le jury de la compétition pour le Lion d’or. Il succède ainsi à Cate Blanchett.
Le 16 avril 2021, il est annoncé que l’acteur et réalisateur italien Roberto Benigni recevra un Lion d’or d’honneur pour l’ensemble de sa carrière.
Le 30 juin 2021, il est annoncé que l'actrice américaine Jamie Lee Curtis recevra également un Lion d’or d’honneur pour l’ensemble de sa carrière.
Le 19 juillet 2021, il est annoncé que le film Madres paralelas de Pedro Almodóvar sera le film d'ouverture du festival.
Le 21 juillet 2021, il est annoncé les personnalités qui feront partie du jury présidé par Bong Joon-ho. Il s'agit de Saverio Costanzo, Virginie Efira, Cynthia Erivo, Sarah Gadon, Alexander Nanau et Chloé Zhao.
Le réalisateur anglais Ridley Scott, venu présenter hors compétition le film Le Dernier Duel, recevra également un Lion d’or d’honneur.
Serena Rossi animera les cérémonies d'ouverture et de fermeture.
Le 11 septembre 2021, le palmarès est dévoilé : le Lion d'or est décerné à L'Événement de Audrey Diwan, le Grand Prix du Jury à La Main de Dieu (È stata la mano di Dio) de Paolo Sorrentino et le Lion d'argent du meilleur réalisateur à Jane Campion pour The Power of the Dog.

## Jurys

### Jury International

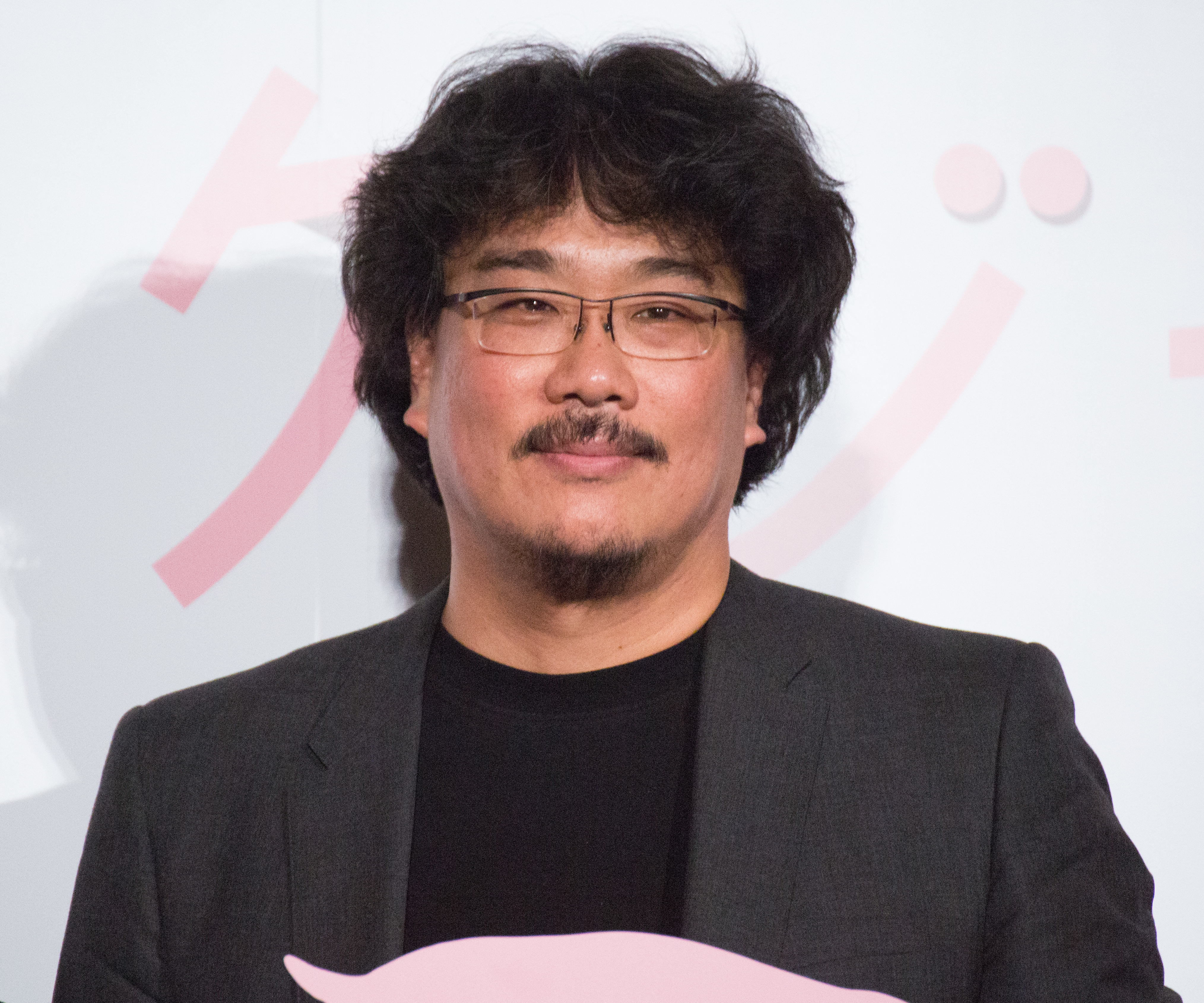
Bong Joon-ho, président du jury de la 78e Mostra de Venise.

- Bong Joon-ho, président du jury : réalisateur, scénariste et producteur  Corée du Sud
- Saverio Costanzo : réalisateur  Italie
- Virginie Efira : actrice  Belgique /  France
- Cynthia Erivo : actrice  Royaume-Uni
- Sarah Gadon : actrice  Canada
- Alexander Nanau : réalisateur  Roumanie
- Chloé Zhao : réalisatrice  Chine

### Orizzonti
- Jasmila Žbanić, présidente du jury, réalisatrice et scénariste  Bosnie-Herzégovine
- Mona Fastvold, réalisatrice  Norvège
- Shahram Mokri, réalisateur, scéna[pas clair] et critique de films  Iran
- Josh Siegel, producteur de films  États-Unis
- Nadia Terranova, auteur  Italie

### Luigi De Laurentiis
- Uberto Pasolini, président du jury, réalisateur, scénariste et producteur  Italie
- Martin Schweighofer, critique de films, professeur et réalisateur  Autriche
- Amalia Ulman, artiste  Argentine

## Sélections

### In Concorso
Films présentés en compétition
| Titre                                                  | Réalisation                         | Pays        | Distribution |
| ------------------------------------------------------ | ----------------------------------- | ----------- | --- |
| America Latina                                         | Damiano et Fabio D'Innocenzo        | Italie      | Elio Germano, Massimo Wertmüller, Maurizio Lastrico, Sara Ciocca                                                                               |
| Un autre monde                                         | Stéphane Brizé                      | France      | Vincent Lindon, Sandrine Kiberlain, Anthony Bajon                                                                                              |
| La caja                                                | Lorenzo Vigas                       | Venezuela   | Hatzín Navarrete, Hernán Mendoza, Cristina Zulueta                                                                                             |
| Le capitaine Volkonogov s'est échappé                  | Natalia Merkoulova, Alexeï Tchoupov | Russie      | Iouri Borissov, Vladimir Epifantsev, Alexandre Iatsenko, Natalia Koudriachova                                                                  |
| The Card Counter                                       | Paul Schrader                       | États-Unis  | Oscar Isaac, Tye Sheridan, Willem Dafoe, Tiffany Haddish                                                                                       |
| Compétition officielle (Competencia oficial)           | Mariano Cohn et Gastón Duprat       | Argentine   | Penélope Cruz, Antonio Banderas, Oscar Martinez, Irene Escolar, Melina Matthews, Pilar Castro                                                  |
| L'Événement                                            | Audrey Diwan                        | France      | Anamaria Vartolomei, Kacey Mottet-Klein, Luàna Bajrami, Louise Orry-Diquéro, Louise Chevillotte, Pio Marmaï, Sandrine Bonnaire, Anna Mouglalis |
| Freaks Out                                             | Gabriele Mainetti                   | Italie      | Claudio Santamaria, Aurora Giovinazzo, Giancarlo Martini, Franz Rogowski, Pietro Castellitto, Giorgio Tirabassi                                |
| Il buco                                                | Michelangelo Frammartino            | Italie      | Leonardo Larocca, Claudia Candusso, Mila Costi, Carlos José Crespo                                                                             |
| Illusions perdues                                      | Xavier Giannoli                     | France      | Benjamin Voisin, Cécile de France, Vincent Lacoste, Xavier Dolan, Gérard Depardieu, Jeanne Balibar, Salomé Dewaels, Jean-François Stévenin     |
| The Lost Daughter                                      | Maggie Gyllenhaal                   | États-Unis  | Olivia Colman, Dakota Johnson, Peter Sarsgaard, Jessie Buckley, Ed Harris, Paul Mescal, Oliver Jackson-Cohen                                   |
| Madres paralelas (Film d’ouverture)                    | Pedro Almodóvar                     | Espagne     | Penélope Cruz, Aitana Sánchez-Gijón, Milena Smit, Rossy de Palma, Daniela Santiago, Julieta Serrano                                            |
| La Main de Dieu (È stata la mano di Dio)               | Paolo Sorrentino                    | Italie      | Toni Servillo, Alfonso Perugini, Lino Musella, Lubomir Misak, Cherish Gaines                                                                   |
| Mona Lisa and the Blood Moon                           | Ana Lily Amirpour                   | États-Unis  | Jeon Jong-seo, Kate Hudson, Ed Skrein, Craig Robinson                                                                                          |
| Varsovie 83, une affaire d'État (Zeby nie bylo sladów) | Jan P. Matuszynski                  | Pologne     | Mateusz Górski, Tomasz Kot, Agnieszka Grochowska, Robert Więckiewicz, Sandra Korzeniak                                                         |
| On the Job 2: The Missing 8                            | Erik Matti                          | Philippines | Andrea Brillantes, Christopher De Leon, Dante Rivero, Lotlot De Leon, Dennis Trillo, Soliman Cruz                                              |
| The Power of the Dog                                   | Jane Campion                        | Royaume-Uni | Benedict Cumberbatch, Kirsten Dunst, Jesse Plemons, Kodi Smit-McPhee, Thomasin McKenzie                                                        |
| Qui rido io                                            | Mario Martone                       | Italie      | Toni Servillo, Maria Nazionale, Cristiana Dell'Anna, Antonia Truppo                                                                            |
| Reflection (Vidblysk)                                  | Valentyn Vassianovytch              | Ukraine     | Roman Loutskyi, Andriy Rymarouk, Nadiya Levtchenko                                                                                             |
| Spencer                                                | Pablo Larraín                       | Royaume-Uni | Kristen Stewart, Jack Farthing, Timothy Spall, Sally Hawkins, Sean Harris                                                                      |
| Sundown                                                | Michel Franco                       | Mexique     | Tim Roth, Charlotte Gainsbourg |

### Fuori Concorso
Films présentés hors compétition

#### Films de fiction
| Titre                                 | Réalisation          | Pays        |
| ------------------------------------- | -------------------- | ----------- |
| Ariaferma                             | Leonardo Di Costanzo | Italie      |
| Il Bambino nascosto (Film de clôture) | Roberto Andò         | Italie      |
| Les Choses humaines                   | Yvan Attal           | France      |
| Dune                                  | Denis Villeneuve     | États-Unis  |
| Halloween Kills                       | David Gordon Green   | États-Unis  |
| Le Dernier Duel (The Last Duel)       | Ridley Scott         | États-Unis  |
| Last Night in Soho                    | Edgar Wright         | Royaume-Uni |
| Old Henry                             | Potsy Ponciroli      | États-Unis  |
| La scuola cattolica                   | Stefano Mordini      | Italie      |

#### Documentaires
| Titre                                        | Réalisation                   | Pays       |
| -------------------------------------------- | ----------------------------- | ---------- |
| DeAndré#DeAndré - Storia di un impiegato     | Roberta Lena                  | Italie     |
| Django & Django                              | Luca Rea                      | Italie     |
| Ezio Bosso - Le Cose che restano             | Giorgio Verdelli              | Italie     |
| Hallelujah: Leonard Cohen, A Journey, A Song | Daniel Geller, Dayna Goldfine | États-Unis |
| Life of Crime 1984-2020                      | Jon Alpert                    | États-Unis |
| Republic of Silence                          | Diana El Jeiroudi             | Syrie      |
| Tranchées                                    | Loup Bureau                   | France     |
| Viaggio nel crepuscolo                       | Augusto Contento              | Italie     |

#### Séances spéciales
| Titre                                            | Réalisation         | Pays       |
| ------------------------------------------------ | ------------------- | ---------- |
| The Night (Liang ye bu neng liu) (court-métrage) | Tsai Ming-liang     | Taïwan     |
| Plastic Semiotic (court-métrage)                 | Radu Jude           | Roumanie   |
| Sad Film (court-métrage)                         | Vasili (pseudonyme) | Birmanie   |
| Scenes from a Marriage (série, épisodes 1-5)     | Hagai Levi          | États-Unis |

### Orizzonti
| Titre                                       | Réalisation            | Pays        |
| ------------------------------------------- | ---------------------- | ----------- |
| 107 Mothers (Cenzorka)                      | Peter Kerekes          | Slovaquie   |
| Amira                                       | Mohamed Diab           | Égypte      |
| Anatomy of Time (Wela)                      | Jakrawal Nilthamrong   | Thaïlande   |
| À plein temps                               | Éric Gravel            | France      |
| Atlantide                                   | Yuri Ancarani          | Italie      |
| The Falls (Pu bu)                           | Mong-hong Chung        | Taïwan      |
| El Gran movimiento                          | Kiro Russo             | Bolivie     |
| El Hoyo en la cerca                         | Joaquín del Paso       | Mexique     |
| Inu-Oh                                      | Masaaki Yuasa          | Japon       |
| Dédales (Miracol)                           | Bogdan George Apetri   | Roumanie    |
| Once Upon a Time in Calcutta                | Aditya Vikram Sengupta | Inde        |
| El Otro Tom                                 | Rodrigo Plá            | Mexique     |
| Il Paradiso del pavone                      | Laura Bispuri          | Italie      |
| Pilgrims (Piligrimai)                       | Laurynas Bareiša       | Lituanie    |
| Les Promesses                               | Thomas Kruithof        | France      |
| Rhino (Nosorih)                             | Oleh Sentsov           | Ukraine     |
| True Things                                 | Harry Wootliff         | Royaume-Uni |
| Vera Dreams of the Sea (Vera andrron detin) | Kaltrina Krasniqi      | Kosovo      |
| White Building (Bodeng Sar)                 | Kavich Neang           | Cambodge    |

## Palmarès

### Compétition officielle
- Lion d'or : L'Événement de Audrey Diwan
- Lion d'argent - Grand Prix du Jury : La Main de Dieu (È stata la mano di Dio) de Paolo Sorrentino
- Lion d'argent du meilleur réalisateur : Jane Campion pour The Power of the Dog
- Coupe Volpi de la meilleure interprétation féminine : Penélope Cruz pour son rôle dans Madres paralelas
- Coupe Volpi de la meilleure interprétation masculine : John Arcilla pour son rôle dans On the Job 2 : The Missing 8
- Prix du meilleur scénario : Maggie Gyllenhaal pour The Lost Daughter
- Prix Marcello Mastroianni du meilleur espoir : Filippo Scotti pour son rôle dans La Main de Dieu (È stata la mano di Dio)
- Prix spécial du jury : Il buco de Michelangelo Frammartino

### Orizzonti
- Prix du meilleur film : Pilgrims (Piligrimai) de Laurynas Bareiša
- Prix du meilleur réalisateur : Éric Gravel pour À plein temps
- Prix spécial du jury : El Gran movimiento de Kiro Russo
- Prix de la meilleure actrice : Laure Calamy pour son rôle dans À plein temps
- Prix du meilleur acteur : Piseth Chhun pour son rôle dans White Building (Bodeng Sar)
- Prix du meilleur scénario : Peter Kerekes et Ivan Ostrochovský pour 107 Mothers (Cenzorka)
- Prix du meilleur court-métrage : Los huesos de Cristóbal León et Joaquín Cociña

### Prix spéciaux
| Prix                       | Attribué à       | Pays        |
| -------------------------- | ---------------- | ----------- |
| Lion d'or pour la carrière | Roberto Benigni  | Italie      |
| Lion d'or pour la carrière | Jamie Lee Curtis | États-Unis  |
| Lion d'or pour la carrière | Ridley Scott     | Royaume-Uni |